# Antonio García Gutiérrez

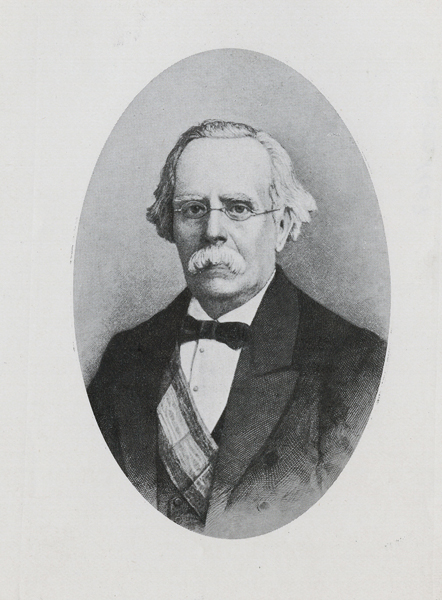
Antonio García Gutiérrez.

Antonio García Gutiérrez (4 de outubro de 1813 em Chiclana de la Frontera, Cádiz - 26 de agosto de 1884 em Madri) foi um dramaturgo romântico espanhol.

## Biografia
Depois de ter estudado medicina em sua cidade natal, García Gutiérrez mudou-se para Madri em 1833 e ganhava a vida traduzindo peças de Eugène Scribe e Alexandre Dumas. Sem sucesso, estava a ponto de se alistar quando de repente ganhou fama como autor de uma peça chamada El trovador (O trovador), que foi encenada pela primeira vez em 1º de março de 1836. Seu próximo grande sucesso foi Simón Bocanegra, em 1843. Suas Poesías (1840) e outro volume de letras, Luz y tinieblas (1842), são comparativamente menores, mas a versificação de suas peças e seu poder de analisar as emoções femininas deram a García Gutiérrez uma posição de destaque entre os dramaturgos espanhóis do século XIX.
Embora reconhecido como um dos líderes do movimento romântico na Espanha, suas peças não foram imediatamente lucrativas, e García Gutiérrez emigrou para a América espanhola, trabalhando como jornalista em Cuba e no México, até 1850, quando retornou à Espanha.
Após seu retorno à Espanha em 1850, porém, García Gutiérrez tornou-se conhecido em toda a Europa por meio da ópera Il trovatore (1853) de Giuseppe Verdi, adaptada de El trovador. Verdi então adaptou Simón Bocanegra para a ópera Simon Boccanegra (1857).
As melhores obras de seu período posterior são uma zarzuela intitulada El grumete (1853), La venganza catalana (1864) e Juan Lorenzo (1865). García Gutiérrez tornou-se chefe do museu arqueológico de Madri, cidade onde morreu.

## Trabalhos
- Obras escogidas, Madrid: Impr. Rivadeneyra, 1866.
- Obras Escogidas, Cádiz, 1984.

### Poemas
- Poesías de D. Antonio García Gutiérrez, Madrid : impr. de Boix, 1840.
- Luz y tinieblas. Poesías sagradas y profanas, Madrid, Boix, 1842.
- El duende de Valladolid. Romances. Mérida de Yucatán, 1846.
- Al Rey de España Amadeo I: oda [S.l.] : [s.n.] (Madrid: Imp. de los señores Rojas, 1871)
- Poesías; selección y prólogo de Joaquín de Entrambasaguas, Madrid: Real Academia española, 1947 e Madrid: Impr. de Aldus S. A., 1947

### Comédias
- Peor es urgallo
- Un baile en casa de Abrantes, Madrid, Repullés, 1834
- El caballero de industria : comedia original en tres actos y en verso, Don Antonio García Gutiérrez, Madrid : Impr. de Don Vicente de Lalama, 1841.
- Afectos de odio y amor
- Una noche de emociones
- De un apuro otro mayor
- Crisálida y mariposa, 1840.
- El caballero leal, Madrid, Repullés, 1841, reestrenada en 1874 como El buen caballero.
- Dos a dos
- Los millonarios. Madrid : Imprenta a cargo de C. González, 1851
- La bondad sin la experiencia
- Eclipse parcial
- Los hijos del tío Tronera, 1846 (parodia de su própria obra El trovador). Madrid, Imprenta de Vicente de Lalama, 1850. Ed. moderna de Alhambra, 1979
- Las cañas se vuelven lanzas
- Sendas opuestas
- Nobleza obliga, 1872.
- Doña Urraca de Castilla: comedia en tres actos y en verso, 1872.
- Una criolla: comedia en tres actos y en verso, 1877.
- Un cuento de niños, Madrid, Rodríguez, 1877.
- Un grano de arena, Madrid, Rodríguez, 1880.
- El sitio de Bilbao, apropósito.
- Un ayo para el niño, um ato manuscrito retirado da farsa inglesa do Sr. Simpson intitulada Without Incumbrances.

### Zarzuelas
- Los alcaldes de Valladolid, 1844.
- La vuelta del corsario
- La mujer valerosa, 1845.
- El grumete, 1853.
- La espada de Bernardo, 1853.
- Azón Visconti
- La cacería real, 1854.
- El robo de las Sabinas, 1861.
- Dos coronas, Madrid, 1861.
- El duende de Palacio: zarzuela en dos actos, manuscrita, 1862?
- Galán de noche, Madrid, 1862.
- Cegar para ver
- Llamada y tropa, 1861.
- La taberna de Londres.
- El capitán negrero, 1865.
- Un día de reinado, zarzuela manuscrita ¿1854?
- Jonás Segundo: zarzuela en três actos manuscrita ¿1863?

### Dramas românticos
- El trovador: drama caballeresco en cinco jornadas, en prosa y verso, Madrid, Repullés, 1836; a versão em prosa e verso é de 1846. Vinte edições foram publicadas durante o século XIX, dez em Madri, cinco em Zaragoza e uma em Salamanca, Campeche (México), México, Montevidéu e Leipzig. As duas mais importantes, depois do príncipe, são Madrid, Ocaña, 1851, 1ª ed. da versão em verso, e Madrid, Rivadeneyra, 1866, Obras escogidas, de Juan Eugenio Hartzenbusch ; No século XX, Adolfo Bonilla y Sanmartín, Madrid, Clásicos de la Literatura Española, 1916; H. Davis e F. Tamayo, Colorado: Apex, 1916; P. Rogers, Boston, Ginn, 1925; H. Vaughan e M. de Vitis, Boston: Heath, 1930; Joseph Hesse, Madri, Aguilar, 1964; AR Fernández González, Salamanca, Anaya, 1965; Juan Alcina Franch, em Teatro Romântico, Barcelona, Bruguera, 1968; Alberto Blecua, com prol. e notas de Joaquín Casalduero, Barcelona, Trabalho, 1972; A. Rodríguez, Saragoça, Ebro, 1972; Jean-Louis Picoche, Madri, Alhambra, 1972; Antonio Rey Hazas, Barcelona, Plaza y Janés, 1984, e C. Ruiz Silva, Madrid, Cátedra, 1985.
- Magdalena Madrid, Repullés, 1837.
- El paje, Madrid, Sancha, 1837. Hay ed. introd. y notas de Carmen Iranzo, Valencia: Albatros, 1992.
- El bastardo, Madrid, Imprenta de los Hijos de Catalina Piñuela, 1838.
- El rey monje, Madrid, Yenes, 1839. Hay ed. introd. y notas de Carmen Iranzo, Valencia: Albatros, 1992.
- Samuel, Madrid, Repullés, 1839.
- El Encubierto de Valencia, Madrid : impr. de Yenes, 1840.
- Selim, hijo de Bayaceto
- "Fingal", fantasía dramática publicada al final de sus Poesías (1840); ed. moderna de Madrid, Aldus, 1947.
- Los desposorios de Inés Madrid, Albert, 1840.
- Zaida, Madrid, Repullés, 1841.
- El premio del vencedor, Madrid, Yenes, 1842.
- Simón Bocanegra, 1843.
- Las bodas de doña Sancha, 1843.
- Los alcaldes de Valladolid, Mérida de Yucatán, Castillo, 1844.
- La mujer valerosa, Mérida de Yucatán, Castillo, 1844.
- El secreto del ahorcado, Mérida de Yucatán, Castillo, 1846.
- El duende de Valladolid. Tradición yucateca, Mérida de Yucatán, Castillo y Cía., 1846.
- El tesorero del rey: drama en cuatro actos, 1850.
- Empeños de una venganza
- Gabriel
- Un duelo a muerte, 1860.
- Venganza catalana : drama en cuatro actos, Antonio García Gutiérrez, 9.ª ed., Madrid : Impr.J.Rodríguez, 1864. Ed. posteriores: Venganza catalana; Juan Lorenzo, Madrid: Ed. de La Lectura, 1925; Venganza catalana; Juan Lorenzo, Madrid: Espasa-Calpe, 1941 y 1958.
- Juan Lorenzo, 1865.
- Con Isidoro Gil y Baus, Juan de Suavia, drama en cuatro actos y en prosa, México : Imp. y Lit. de J. Rivera, Hijo y Comp., 1879.
- Con José Zorrilla, El bastardo Juan Dandolo
- Con Eduardo y Eusebio Asquerino, El tejedor de Játiva y El tesorero del rey, Madrid, 1850
- La mejor corona, drama em três atos e em verso manuscrito

### Outras obras
- "La poesía vulgar castellana, discurso de ingreso en la Real Academia Española", en Discursos leídos ante la Real Academia Española en la recepción pública del Sr. D. Antonio García Gutiérrez, el día 11 de mayo de 1862, Madrid, Real Academia Española, 1862.
- "El cazador" y "El memorialista", artículos de costumbres publicados en Los españoles pintados por sí mismos, Madrid, 1843-1844.
- Noticia histórico descriptiva del museo arqueológico nacional, publicada siendo director del mismo el excmo. señor Don Antonio García Gutiérrez, Madrid: T. Fortanet, 1876.

### Traduções
- Eugène Scribe, El vampiro (1834)
- Eugène Scribe, Batilde (1835)
- Eugène Scribe, El cuákero y la cómica (1836)
- Eugène Scribe, La pandilla (1837).
- Alejandro Dumas, Calígula: drama en cinco actos precedido de un prólogo, Madrid: Impr. de Yenes, 1839.
- Alejandro Dumas, Margarita de Borgoña
- Alejandro Dumas, Don Juan de Manara